# 伊曼紐·拉馬扎尼·沙達里
伊曼紐·拉馬扎尼·沙達里（法語：Emmanuel Ramazani Shadary，1960年11月29日—）是剛果民主共和國的政治家，也是該國2018年12月總統大選的總統候選人。他是在執政黨重建與民主人民黨和政治聯盟剛果共同陣線內部協商後當選的。沙達里是泛共民主聯盟常務秘書，此前曾擔任該國內政部長。
他也曾擔任馬涅馬省省長，也是剛果民主共和國議會現任議員。

## 外部連結
- Congo's Kabila to step down ahead of presidential election （页面存档备份，存于） As of 8 August 2018.